# 이어도 (영화)
《이어도》는 1977년에 개봉한 대한민국의 영화이다.

## 캐스팅
- 이화시 : 술집여자 역
- 김정철 : 선우현 역
- 박정자 : 무녀 역
- 박암 : 제주일보 편집국장 역
- 권미혜 : 박여인 역
- 최윤석 : 천남석 역
- 여포
- 고상미
- 이정애
- 손영순
- 유순철 : 천남석 아버지 역
- 김소조
- 한세훈
- 송억
- 홍성중
- 이영호
- 홍성호
- 강지웅
- 차명화
- 곽건